# Monte Lobo
Monte Lobo är ett berg i Antarktis. Det ligger i Västantarktis. Argentina, Chile och Storbritannien gör anspråk på området. Toppen på Monte Lobo är 230 meter över havet.
Terrängen runt Monte Lobo är varierad. Havet är nära Lobo söderut. Trakten är obefolkad. Det finns inga samhällen i närheten.